# آیت علی
آیت علی یک منطقهٔ مسکونی در الجزایر است که در ناحیه ثنیه واقع شده‌است. آیت علی ۴٫۴ کیلومتر مربع مساحت دارد ۴۶۰ متر بالاتر از سطح دریا واقع شده‌است.